# Tabanus alvarengai
Tabanus alvarengai är en tvåvingeart som beskrevs av Schacht 1987. Tabanus alvarengai ingår i släktet Tabanus och familjen bromsar.
Artens utbredningsområde är Turkiet. Inga underarter finns listade i Catalogue of Life.